# Łęczyca
Łęczyca [wɛnˈtʃɨtsa] Ausspracheⓘ (deutsch Lenczyca oder Lentschitza, 1939–1945 Lentschütz, Lateinisch Lancicia) ist eine Kreisstadt mit etwa 15.000 Einwohnern in Mittelpolen (Woiwodschaft Łódź) und liegt am Fluss Bzura 40 Kilometer nördlich von Łódź und 130 Kilometer westlich von Warschau, genau an der Grenze der Großpolnischen und der Masowischen Niederung.

## Geschichte
Łęczyca liegt in der sumpfigen Bzura-Niederung am alten Bett des Flusses, der hier eine scharfe Biegung nach Osten nimmt. Das Gebiet um Łęczyca war schon im 6. Jahrhundert besiedelt, die damalige Siedlung lag aber nicht auf dem Gebiete der heutigen Stadt, sondern bei einer herzoglichen Burg (deren Reste, genannt Schwedenschanze, bis heute erhalten sind) auf dem Gelände des Dorfes Tum östlich von der heutigen Stadt, das von großen Sümpfen umgeben war. Łęczyca war damals höchstwahrscheinlich die Hauptstadt eines heidnischen Stammesfürstentums. Nach der Einführung des Christentums unter Mieszko I. wurde die Stadt Sitz einer von sieben Kastellaneien, die den polnischen Staat bildeten. Bolesław I. stiftete zu Anfang des 11. Jahrhunderts in Łęczyca eine Benediktiner-Abtei.
Nach dem Tode des Herzogs Bolesław III. Schiefmund zerfiel Polen in viele kleine Fürstentümer; die nominelle Hauptstadt Krakau lag weit von Zentralpolen und war heftig umkämpft durch Fürsten-Fehden. Die kirchlichen Behörden wählten daher Łęczyca zum Tagungsort der Synoden, die immer im Sommer stattfanden (insgesamt 30 bis zum 17. Jahrhundert). Die erste polnische Synode und Sejm fanden im Jahr 1180 in Łęczyca statt. Die Stadt kann daher mit Recht behaupten, Polens sommerliche Hauptstadt gewesen zu sein.

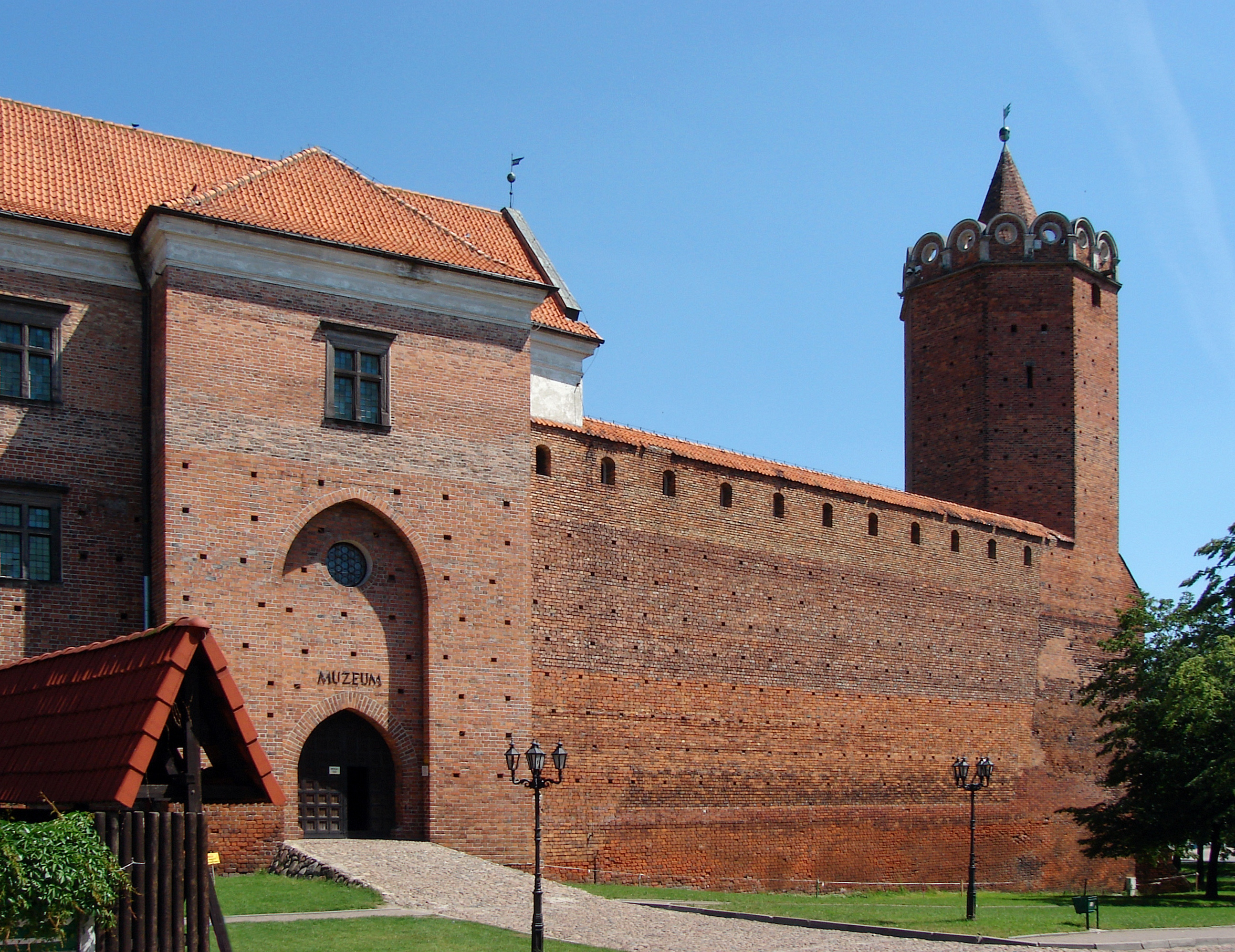
Das Schloss in Łęczyca

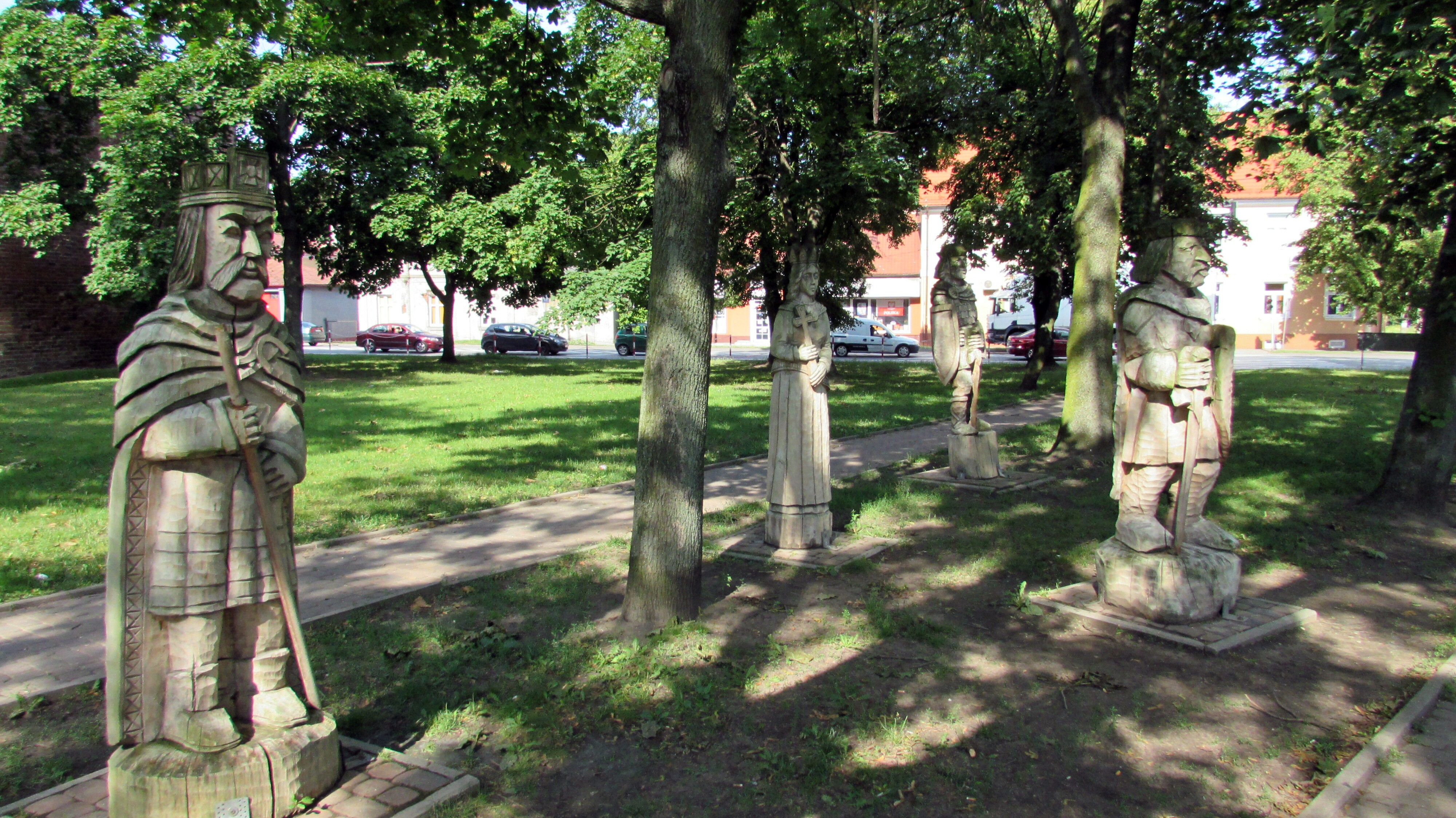
Holzfiguren vor dem Schloss

Im Jahre 1263 zerfiel das Herzogtum Łęczyca in zwei Kleinstaaten, die Fürstentümer Łęczyca und Sieradz. Im Jahre 1267 erhielt Łęczyca das Stadtrecht vom Herzog Leszek II. dem Schwarzen. Eine große Blüte der Stadt kam aber erst unter Leszeks Neffen, dem letzten Piastenkönig, Kasimir III. dem Großen, der die bis heute existierende feste Burg und die Stadtmauer erbauen ließ. Auch König Władysław II. Jagiełło förderte die Stadt und machte sie zum Ort der Tagungen des Sejm. Ab 1339 war die Stadtz Sitz der Woiwodschaft Łęczyca.
Den Niedergang brachte der Stadt die schwedische Invasion des Königs Karl X. Gustav: Die Stadt und die Burg brannten nieder. Danach sank Łęczyca zu einer Ackerbürger-Stadt herab. Infolge der zweiten Teilung Polens kam die Stadt 1793 an Preußen und wurde zur Festung ausgebaut, die Woiwodschaft wurde aufgehoben und nie wieder eingerichtet. Nach Beginn des Großpolnischen Aufstands zog die preußische Garnison am 7. November 1806 kampflos ab und Łęczyca fiel 1807 an das Herzogtum Warschau.
Einen bescheidenen Aufschwung erlebte Łęczyca in den ersten Jahren Kongresspolens, dessen Regierung die Stadt zu einem Zentrum der Textilindustrie machen wollte und viele Fachleute (Weber und andere Handwerker) aus Schlesien ermunterte, sich in der Stadt niederzulassen. Łęczyca wurde aber aus unbekannten Gründen (wahrscheinlich wegen des ungesunden Klimas, denn die großen Sümpfe, die die Stadt umgaben, wurden erst um 1900 trockengelegt) nie ein größerer Industrieort wie die benachbarte Stadt Zgierz, sondern blieb eine Stadt der Ackerbürger und Händler. Von etwa 9000 Einwohnern, die die Stadt 1914 zählte, waren je ein Drittel Polen, Deutsche (darunter polnische deutschstämmige Evangelische, die die russischen Behörden als Deutsche betrachteten) und Juden. Von deutschen Truppen der 9. Armee im Dezember 1914 eingenommen, war Łęczyca kurze Zeit Hauptquartier des Befehlshabers dieser Armee, Feldmarschall August von Mackensen. Über die hygienischen Zustände in der Stadt zu dieser Zeit hatte Mackensens Adjutant, Bogdan Graf von Hutten-Czapski wenig Erfreuliches zu erzählen: „Das Städtchen war unglaublich schmutzig, in den Straßen lag der Kehricht meterhoch. Als einziger Polnisch sprechender Offizier übernahm ich für einige Tage die Geschäfte des Ortskommandanten und zwang die gesamte Bevölkerung, auch die  wohlhabendere jüdische, persönlich den Schmutz abzufahren. Es dauerte lange, bevor wir  auf den Grund des Pflasters kamen, und es herrschte eine solche Feuchtigkeit auf den Straßen, dass ich Bretter legen lassen musste, damit man einigermaßen trockenen Fußes in die Häuser gelangen konnte. Die sanitären Zustände in der Stadt und im ganzen Gebiet der 9. Armee waren entsetzlich. Es herrschten Ruhr, Fleckentyphus und Blattern“.
Auch im Zweiten Weltkrieg war die Stadt Schauplatz von Kriegshandlungen, z. B. der großen Schlacht an der Bzura Anfang September 1939.
Während der deutschen Besatzung 1939–1945 wurde die Stadt dem Wartheland einverleibt und war die nominelle Hauptstadt des Landkreises Lentschütz, die Kreisbehörden saßen aber in Ozorków. Nach der Vertreibung der örtlichen Juden wurden in der Stadt und dem Kreise viele deutsche Familien aus dem Baltikum und aus Wolhynien angesiedelt (für welche die NS-Behörden um 1941 eine moderne Wohnsiedlung in der Nähe des Bahnhofs erbauten), wovon noch viele Gräber auf dem evangelischen Friedhof zeugen. Im Jahre 1945, nach dem Kriegsende, gab es in der Stadt nur etwa 30 deutschstämmige evangelische Personen, um 1980 nur fünf. Die schöne hölzerne evangelische Kirche, um 1850 erbaut, wurde um 1980 wegen Baufälligkeit abgerissen.
In den 1950er Jahren begannen zaghafte Versuche, Industrie in der Stadt anzusiedeln. Das Ergebnis war, dass eine neueröffnete Zellulose-Fabrik den Fluss Bzura völlig verseuchte, der Gestank in der Stadt war unerträglich. Ein weiterer Arbeitgeber ist seit Anfang der 1950er ein zirka acht Kilometer südwestlich gelegener Militärflugplatz. Erst um 1980 wurden adäquate Reinigungsanlagen eingesetzt.
Um 1960 entdeckte man auf ehemaligem Sumpfgelände gegenüber dem evangelischen Friedhof Lager von nicht so hochwertigem Eisenerz, die man etwa 20 Jahre lang ausbeutete. Die ehemalige „Königliche Stadt Łęczyca“, wie sie sich auch heute stolz nennt, sollte zu einer „Sozialistischen Bergarbeiter- und Hüttenstadt“ werden. Für diese Bergleute errichtete man Plattenbauten, welches wohl die einzige Bautätigkeit in der Stadt seit 1941 war, das Parteihaus der KP am Ring (von 1952) ausgenommen. Nach etwa 20 Jahren wurde der Bergbau endgültig eingestellt, Spuren der Umweltzerstörung gibt es aber noch heute: Sogar der Friedhof wurde unterhöhlt.

## Politik

### Wappen
Das Stadtwappen von Łęczyca zeigt eine rote Stadtmauer mit drei Türmen, die auf einer grünen Wiese steht. Im Mittelturm stößt ein schwarz gekleideter Trompeter in ein goldenes Horn. Auf der goldenen Bekränzung der Nebentürme sitzen zwei schwarze Raben.

## Sehenswürdigkeiten

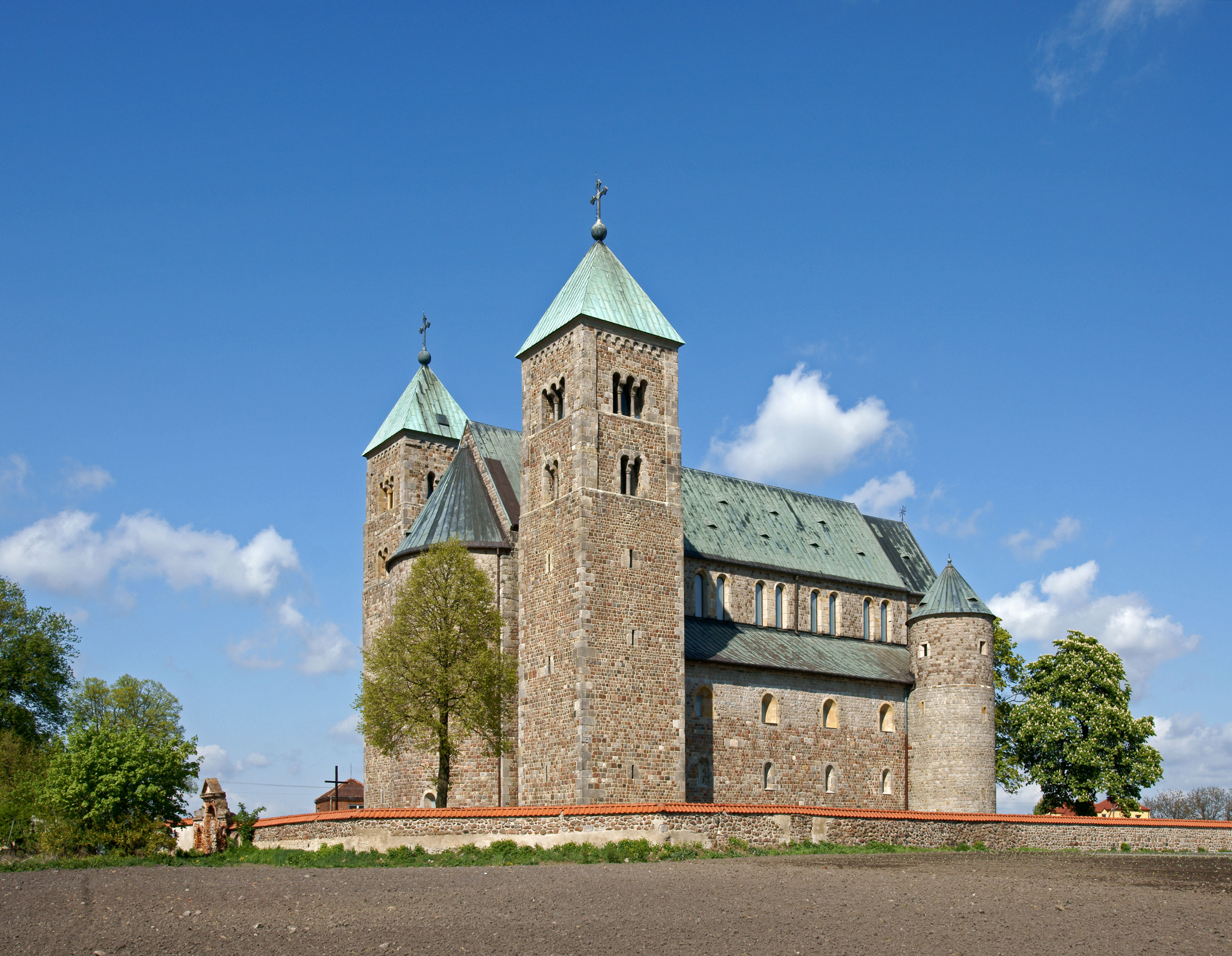
Die romanische Kirche in Tum

- Schloss (gotisch, 14.–16. Jahrhundert);
- Kollegialkirche in Tum (romanisch, 1161), die größte romanische Kirche in Polen;
- Bernhardiner-Kirche und -Kloster, Barock, 1630;
- Stadtpfarrkirche zum Heiligen Apostel Andreas, gotisch und barock, gegründet 1432;
- Ehemalige Dominikaner-Kirche mit Kloster, gotisch, 13. Jahrhundert (seit 1806 Gefängnis);
- Evangelischer Friedhof (gegr. um 1825), mit deutschen Soldatengräbern aus dem Ersten Weltkrieg sowie Gräbern der deutschen Siedler aus der Zeit des Warthelandes;
- Katholischer Friedhof, mit Gräbern von deutschen und russischen Soldaten aus dem Ersten Weltkrieg sowie Gräbern (632) von polnischen Soldaten aus dem Jahr 1939.

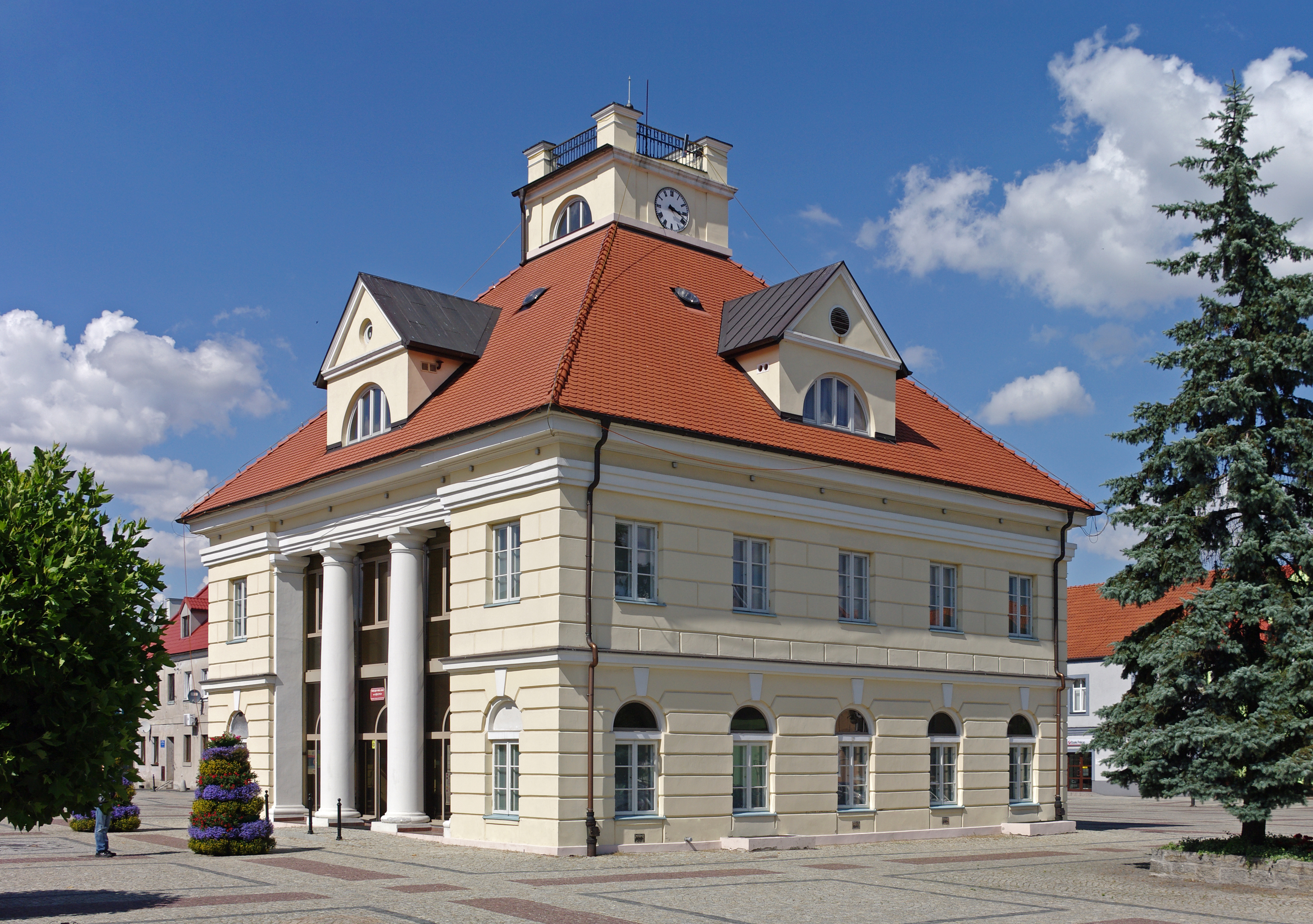
Das Rathaus

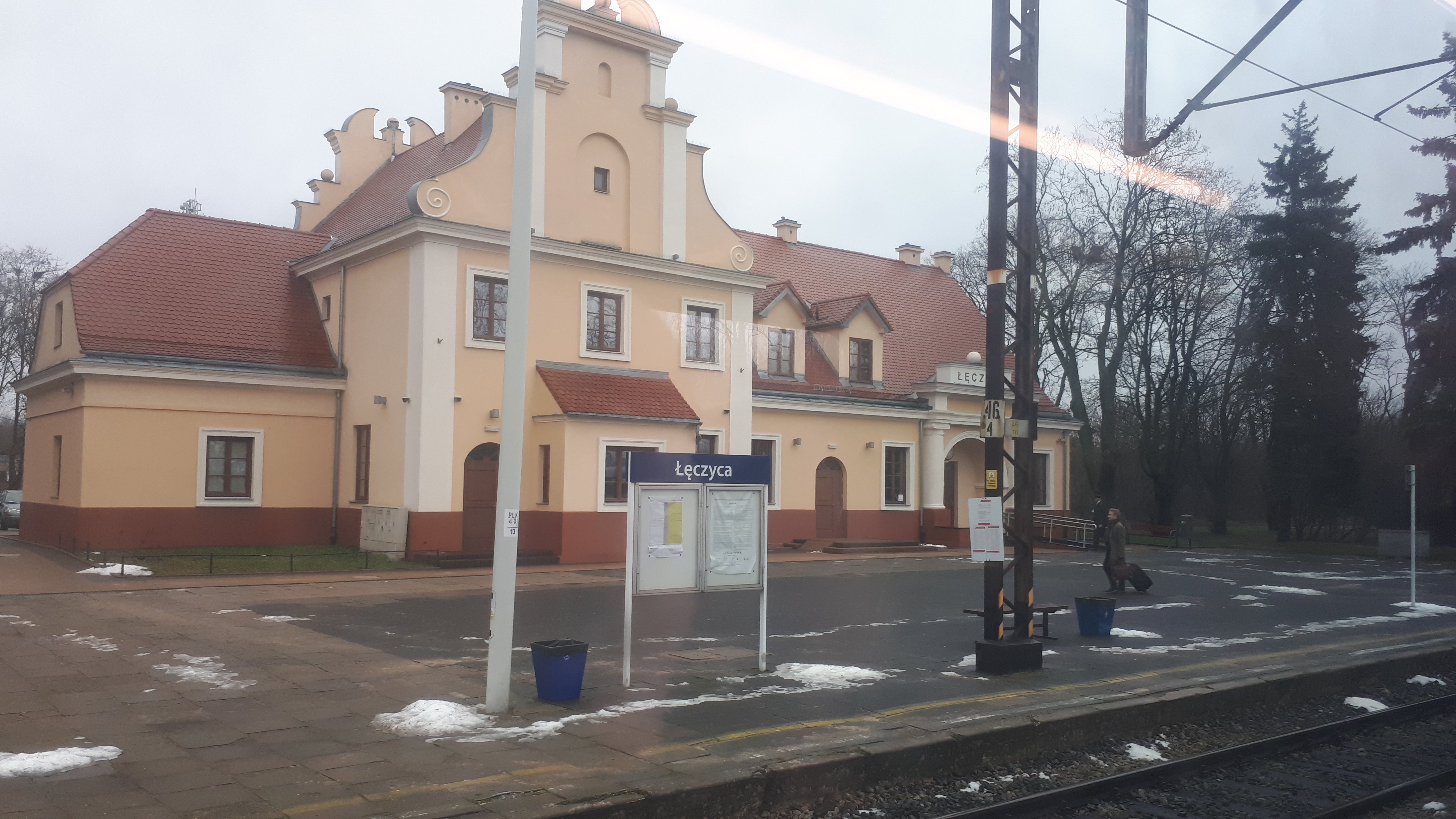
Der Bahnhof

## Söhne und Töchter der Stadt
- Andrzej Kern (1937–2007), Politiker, Sejmabgeordneter
- Wojciech Wiewiórowski (* 1971), Jurist, Europäischer Datenschutzbeauftragter
- Przemysław Kaźmierczak (* 1982), Fußballspieler
- Michał Pacholski (* 1985), Politiker, Sejmabgeordneter
- Grzegorz Sobiński (* 1987), Leichtathlet
- Michał Pietrzak (* 1989), Leichtathlet

## Landgemeinde Łęczyca
Die Landgemeinde Łęczyca, zu der die Stadt selbst nicht gehört, hat eine Fläche von 150,6 km², auf der 8535 Menschen leben (Stand: 31. Dezember 2020).